# Göte Ekström
Göte Ekström (ur. 25 czerwca 1923, zm. 15 maja 1971) – szwedzki zapaśnik walczący w stylu wolnym. Brązowy medalista mistrzostw świata w 1951 roku. 
Mistrz kraju w 1951 roku.